# Daniel Assenow
Daniel Panew Assenow (bulgarisch Даниел Асенов; * 17. Mai 1997 in Jambol) ist ein bulgarischer Boxer im Fliegengewicht.

## Karriere
Assenow gewann jeweils eine Bronzemedaille bei den Schüler-Europameisterschaften 2010 in Jambol und den Schüler-Europameisterschaften 2011 in Grosny.
2012 gewann er die Silbermedaille bei den Junioren-Europameisterschaften in Sofia. Bei den Juniorenweltmeisterschaften 2013 in Kiew, scheiterte er erst im Viertelfinale mit 1:2 gegen den Russen Roman Kostjuk. Dafür gewann er die Junioren-Europameisterschaften 2013 in Anapa.
2014 scheiterte er im Viertelfinalkampf der Jugend-Weltmeisterschaften in Sofia, qualifizierte sich aber bei den anschließenden Box-Offs für die Olympischen Jugend-Sommerspiele in Nanjing. Dort unterlag er erneut im Viertelfinale gegen Shakur Stevenson aus den USA, wurde aber beim Kampf um Platz 5 wegen Nichtantritts seines Gegners Masud Jusifsade aus Aserbaidschan zum Sieger erklärt. Im Oktober 2014 machte er den zweiten Platz bei den Jugend-Europameisterschaften in Zagreb.
2015 ging er erstmals in der Elite-Klasse an den Start und nahm im Juni an den Europaspielen in Baku teil, wo er zwar den Spanier Kelvin de la Nieve besiegte, aber anschließend mit 1:2 gegen Elvin Məmişzadə aus Aserbaidschan ausschied. Im August gewann er die Europameisterschaften in Samokow. Er schlug auf dem Weg zum Titel Igor Sopinski aus der Ukraine (3:0), Nándor Csóka aus Ungarn (3:0) und Muhammad Ali aus England (3:0).
Bei den Weltmeisterschaften 2015 in Doha schied er im Achtelfinale gegen den Usbeken Olschas Sattibajew 0:3 aus.
Im April 2016 startete er bei der europäischen Olympiaqualifikation im türkischen Samsun. Mit Siegen gegen Alexander Riscan aus Moldawien (3:0) und Avtandil Chubabria aus Georgien (3:0) erreichte er das Halbfinale, unterlag dort aber gegen den Engländer Muhammad Ali (0:3). Beim Kampf um den wichtigen dritten Platz verlor er gegen Brendan Irvine aus Irland (0:3). Um doch noch an den Olympischen Spielen 2016 in Rio de Janeiro teilnehmen zu können, trat er bei der weltweiten Olympiaqualifikation im Juni 2016 in Baku an. Dabei gewann er das Turnier überraschend mit siegreichen Duellen gegen Kelvin de la Nieve aus Spanien (3:0), Asat Usenalijew aus Kirgisistan (3:0), Elie Konki aus Frankreich (3:0), Selçuk Eker aus der Türkei (TKO) und Antonio Vargas aus den USA (3:0).
Bei den Olympischen Spielen 2016 besiegte er Fernando Daniel Martínez aus Argentinien (2:1), schied aber im Achtelfinale gegen den Algerier Mohamed Flissi aus (0:3). Im März 2017 gewann er die U22-Europameisterschaften in Brăila durch Finalsieg gegen Gabriel Escobar.
Eine weitere Goldmedaille gewann er bei den Europameisterschaften 2017 in Charkiw, nachdem er Belik Galanow aus Russland (4:1), Tarik Ibrahim aus Deutschland (5:0), Dmytro Samotajew aus der Ukraine (5:0) und Niall Farrell aus England (3:2) besiegt hatte. Er hatte sich damit für die Weltmeisterschaften 2017 in Hamburg qualifiziert, wo er im Achtelfinale mit 2:3 gegen Jasurbek Latipov ausschied.
Bei den U22-Europameisterschaften 2018 in Târgu Jiu gewann er die Goldmedaille durch Siege gegen Vahe Badalyan, Tarik Ibrahim, Billal Bennama und erneut Gabriel Escobar. 2019 gewann er erneut die U22-Europameisterschaften in Wladikawkas, nachdem er Emil Alijew, Marian Șchiopu, Rostislaw Bilostotskyi und Kiaran MacDonald besiegt hatte.
Bei den Europaspielen 2019 in Minsk besiegte er Hamza Touba, Billal Bennama und Galal Yafai, ehe er im Finale gegen Gabriel Escobar unterlag und die Silbermedaille gewann. Er nahm daraufhin an den Weltmeisterschaften 2019 in Jekaterinburg teil und besiegte in den Vorrunden Aldoms Suguro aus Indonesien und Michael Angeletti aus den USA, ehe er im Viertelfinale gegen den usbekischen Olympiasieger Shahobiddin Zoirov ausschied.
Bei den 2021 in Tokio ausgetragenen Olympischen Spielen besiegte er in der Vorrunde Cosmin Gîrleanu, schied jedoch im Achtelfinale gegen Gabriel Escobar aus. Gegen diesen verlor er auch bei den Weltmeisterschaften 2021 in Belgrad.
Bei der Europameisterschaft 2022 in Jerewan gewann er Bronze im Bantamgewicht und verlor bei den Europaspielen 2023 in Krakau gegen Jakub Słomiński.

### World Series of Boxing
Am 24. März 2017 gab Assenow sein Debüt in der World Series of Boxing (WSB) und besiegte dabei Abdelali Daraa.

## Auszeichnungen
Für 2015 wurde Daniel Assenow von Sportjournalisten zum „Best Young Athlete of Bulgaria“ gewählt und von Viasport ausgezeichnet. Er hatte sich dabei gegen den Tennisspieler Adrian Andreev und den Skirennläufer Albert Popow durchgesetzt.